# Рон Г'юїтт
Рон Г'юїтт (англ. Ron Hewitt; 21 червня 1928, Флінт — 23 вересня 2001) — валлійський футболіст, що грав на позиції нападника.
Виступав, зокрема, за клуб «Рексем», а також національну збірну Уельсу.
Триразовий володар Кубка Уельсу.

## Клубна кар'єра
У дорослому футболі дебютував 1948 року виступами за команду клубу «Вулвергемптон», в якій провів один сезон, взявши участь лише у 0 матчах чемпіонату.
Згодом з 1949 по 1951 рік грав у складі команд клубів «Волсолл», «Вулвергемптон» та «Дарлінгтон».
Своєю грою за останню команду привернув увагу представників тренерського штабу клубу «Рексем», до складу якого приєднався 1951 року. Відіграв за валійську команду наступні шість сезонів своєї ігрової кар'єри. Більшість часу, проведеного у складі «Рексема», був основним гравцем атакувальної ланки команди. У складі «Рексема» був одним з головних бомбардирів команди, маючи середню результативність на рівні 0,46 голу за гру першості.
Протягом 1957—1968 років захищав кольори клубів «Кардіфф Сіті», «Рексем», «Ковентрі Сіті», «Честер Сіті», «Герефорд Юнайтед», «Нортвіч Вікторія», «Віттон Альбіон», «Карнарвон Таун» та «Бармут Діффрін Юнайтед».
Завершив професійну ігрову кар'єру у клубі «Конглетон Таун», за команду якого виступав протягом 1968—1971 років.
Помер 23 вересня 2001 року на 74-му році життя.

## Виступи за збірну
1958 року дебютував в офіційних матчах у складі національної збірної Уельсу. Протягом кар'єри у національній команді, яка тривала усього 1 рік, провів у формі головної команди країни 5 матчів, забивши 1 гол.
У складі збірної був учасником чемпіонату світу 1958 року у Швеції.

## Титули і досягнення
- Володар Кубка Уельсу (3):

«Рексем»: 1956—1957, 1959—1960
«Кардіфф Сіті»: 1958—1959